# Pascal Djemaa
 (septembre 2017).
Si vous disposez d'ouvrages ou d'articles de référence ou si vous connaissez des sites web de qualité traitant du thème abordé ici, merci de compléter l'article en donnant les références utiles à sa vérifiabilité et en les liant à la section « Notes et références ».
Pascal Djemaa est un auteur et journaliste français né le 10 mars 1968. Il est originaire du département de la Drôme.

## Biographie
Pascal Djemaa est placé en famille d'accueil dans une famille de Bourg-de-Péage, il  effectue une brève scolarité avant d'exercer divers emplois dans sa région. Il devient correspondant de presse en 2000. L'année suivante, il publie son premier ouvrage, Mon Fernandel, aux Éditions Autres Temps grâce à Franck Fernandel (1935-2011). Neuf autres ouvrages suivent dont plusieurs biographies de comédiens français.

## Livres
- Fernandel, mon père avec Franck Fernandel. Éditions Autres Temps, 2001.
- Max Linder, du rire au drame. Frassy, 2004.
- L'hystérie anti-tabac en France ou l'avis d'un fumeur modéré. Frassy, 2004.
- Mémoire de Thierry Le Luron en collaboration avec Jacques Collard. Édition Autres Temps, 2006.
- Louis de Funès, le sublime anti-héros du cinéma, préface de Jean-Michel Di Falco. Éditions Autres Temps, 2008.
- Bourvil, quand le rire rimait avec tendresse. Éditions Autres Temps, 2009.
- Journal de garnison d'un soldat Allemand à Romans - octobre 43-avril 44. 2009.
- Jean Gabin, monstre sacré et mythe populaire. Éditions Autres Temps, 2010.
- Raimu, Éditions Autres Temps, 2011.
- Le retour du Soldat Allemand. 2011.
- Le fils du soldat Allemand, 2012.
- Lino Ventura, le grand acteur, homme de cœur, Editions Autres Temps, 2013.
- Coluche, humoriste et humaniste,Editions Autres Temps, 2014.
- Anthologie des imitateurs, Editions Autres Temps, 2015.
- Serge Gainsbourg, le génie multiforme, Editions Maïa, 2017.
- "Autobiographie d'un Peter Pan", Activ Graphic, 2023.